# Ковильнівська сільська рада
Кови́льнівська сільська́ ра́да — адміністративно-територіальна одиниця та орган місцевого самоврядування в Роздольненському районі Автономної Республіки Крим. Адміністративний центр — село Ковильне.

## Загальні відомості
- Населення ради: 2 846 осіб (станом на 2001 рік)

## Населені пункти
Сільській раді були підпорядковані населені пункти:
- с. Ковильне
- с. Вітрянка
- с. Волочаївка
- с. Молочне
- с. Сінокісне

## Склад ради
Рада складалася з 16 депутатів та голови.
- Голова ради: Михайленко Юрій Миколайович
- Секретар ради: Калініна Валентина Сергіївна

### Керівний склад попередніх скликань
| Прізвище, ім'я, по батькові | Основні відомості                                                         | Дата обрання | Дата звільнення |
| --------------------------- | ------------------------------------------------------------------------- | ------------ | --------------- |
| Степаненко Павло Викторович | Сільський голова, 1972 року народження, член Партії регіонів              | 26.03.2006   | 31.10.2010      |
| Михайленко Юрій Миколайович | Сільський голова, 1962 року народження, освіта вища, член Партії регіонів | 31.10.2010   |                 |

Примітка: таблиця складена за даними сайту Верховної Ради України

### Депутати
За результатами місцевих виборів 2010 року депутатами ради стали:

#### За суб'єктами висування
| Суб'єкт висування | Кількість обраних депутатів | %   |
| ----------------- | --------------------------- | --- |
| Партія регіонів   | 16                          | 100 |

#### За округами
| № округу        | Прізвище, ім'я, по батькові         | Дата визнання обраним | Освіта             | Партійна приналежність | Відомості про обраного депутата                     |
| --------------- | ----------------------------------- | --------------------- | ------------------ | ---------------------- | --------------------------------------------------- |
| Партія регіонів |                                     |                       |                    |                        |                                                     |
| 1               | Карлаш Євген Володимирович          | 02.11.2010            | середня спеціальна | член Партії регіонів   | тимчасово не працює                                 |
| 2               | Чернієнко Константинович Васильович | 02.11.2010            | середня спеціальна | член Партії регіонів   | Ковильнівська сільська рада, водій                  |
| 3               | Пріступа Наталія Олександрівна      | 02.11.2010            | середня            | член Партії регіонів   | с. Ковильне, виноградар                             |
| 4               | Калініна Валентина Сергіївна        | 02.11.2010            | вища               | член Партії регіонів   | Ковильнівської сільської ради, фахівець 2-категорії |
| 5               | Михайленко Людмила Сергіївна        | 02.11.2010            | вища               | член Партії регіонів   | Ковильнівська сільська рада, секретар               |
| 6               | Пономарьов Іван Михайлович          | 02.11.2010            | вища               | член Партії регіонів   | пенсіонер                                           |
| 7               | Степаненко Ірина Володимирівна      | 02.11.2010            | вища               | член Партії регіонів   | Ковильнівська сільська рада, фахівець 2 категорії   |
| 8               | Седенкова Любов Олександрівна       | 02.11.2010            | середня спеціальна | член Партії регіонів   | пенсіонер                                           |
| 9               | Ліхачова Світлана Борисівна         | 02.11.2010            | вища               | член Партії регіонів   | СПМК-73, контролер-касир                            |
| 10              | Волько Валентина Михайлівна         | 02.11.2010            | середня спеціальна | член Партії регіонів   | тимчасово не працює                                 |
| 11              | Куніцька Галина Василівна           | 02.11.2010            | середня            | член Партії регіонів   | пенсіонер                                           |
| 12              | Наливайко Микола Миколайович        | 02.11.2010            | вища               | член Партії регіонів   | СПК «Мирний», голова                                |
| 13              | Коновалов Володимир Миколайович     | 02.11.2010            | вища               | член Партії регіонів   | ПП «Коновалов В.М», голова                          |
| 14              | Бортник Станіслав Іванович          | 02.11.2010            | середня            | член Партії регіонів   | пенсіонер                                           |
| 15              | Набока Геннадій Іванович            | 02.11.2010            | середня            | член Партії регіонів   | тимчасово не працює                                 |
| 16              | Старікова Галина Станіславівна      | 02.11.2010            | вища               | член Партії регіонів   | Сінокісненська загальноосвітня школа, вчитель       |